# Biblioteka Narodowa Tadżykistanu
Biblioteka Narodowa Tadżykistanu (tadż. Китобхонаи миллии Тоҷикистон) – biblioteka narodowa Tadżykistanu założona w 1933 roku w Duszanbe. Od 1934 roku nosi imię Ferdousiego. W marcu 2012 roku rozpoczęła działalność w nowym, nowoczesnym budynku.

## Historia
W 1933 roku powstała w Duszanbe biblioteka miejska, której w 1934 roku nadano imię perskiego poety Ferdousiego podczas obchodów 1000 rocznicy jego śmierci. W 1937 roku uzyskała ona prawo do egzemplarza obowiązkowego wydawnictw z terenu Tadżyckiej SRR. Budowę nowego budynku planowano jeszcze przed II wojną światową (1939), ale wybuch wielkiej wojny ojczyźnianej opóźnił rozpoczęcie budowy. Pod koniec 1953 roku rozpoczęto budowę nowego gmachu, który został oddany 20 marca 1954 roku. 7 maja 1954 roku zmieniono nazwę biblioteki z Publiczna na Państwowa. Po ogłoszeniu 9 września 1991 roku niepodległości Tadżykistanu, uchwałą rządu w 1993 roku nadano jej status biblioteki narodowej i zmieniono nazwę na Biblioteka Narodowa Republiki Tadżykistanu im. Ferdousiego. Biblioteka Narodowa Republiki Tadżykistanu 27 czerwca 2011 roku dekretem prezydenta została przekształcona w Bibliotekę Narodową Tadżykistanu

## Budynek
Budowa nowego gmachu była koniecznością: zbiory nie mieściły się w dawnym budynku. Wybrano centrum Duszanbe, naprzeciwko Parlamentu. Ogłoszono międzynarodowy konkurs, który wygrał projekt Sirodżydina Zuchuritdinowa. Pracami budowlanymi zarządzała Dyrekcja Budowy Obiektów Rządowych Biura Wykonawczego Prezydenta Republiki Tadżykistanu, a wykonawcą była firma chińska. Budynek przypomina otwartą książkę. Pierwszą cegłę wmurowano 4 września 2007 roku. W uroczystości wziął udział prezydent kraju Emomali Rahmon. W 2012 roku budynek został oddany do użytku; ma on 167 metrów długości i jest wysoki na 52 metry. Całkowita powierzchnia biblioteki wynosi 44 tysiące 78 metrów kwadratowych. Mieści się w niej 40 czytelni, magazyny mogą pomieścić 10 mln woluminów. Przed frontonem biblioteki umieszczono 22 popiersia przedstawicieli tadżyckiej kultury: Abd Allah Ibn al-Mukaffa, At-Tabari, Rudaki, Ferdousi, Biruni, Awicenna, Abu Bakr ar-Razi, Mir Sajjid Ali Hamadani, Kamal Chudżandi, Hafez, Maulana Dżami, Sajjido Nasafi, Rabiʿa Balchi, Naser-e Chosrou, Omar Chajjam, Sadi z Szirazu, Rumi, Bedil Abdur Ghadir, Ahmad Donisz, Sadriddin Ajni, Bobodżan Gafurow i Mirzo Tursunzoda.

## Zbiory
Przed przeprowadzką do nowego budynku biblioteka posiadała 3 mln woluminów. Dlatego władze zaapelowały o przekazywanie książek do biblioteki. Do końca 2018 roku biblioteka zgromadziła 6 milionów woluminów, w tym 400 tysięcy dokumentów elektronicznych. W nowym gmachu znalazły miejsce centra kulturalne Niemiec, Korei, Iranu, Chin i Arabii Saudyjskiej
W 2012 roku Stowarzyszenie Przyjaźni Iran-Tadżykistan zebrało ponad 20 tysięcy książek, które zostały podarowane bibliotece. Były to książki w języku perskim, nie tylko irańskich pisarzy, ale tłumaczenia z innych języków i książki naukowe.
Najstarszym rękopisem przechowywanym w bibliotece jest pochodzący z XIII wieku Tarichi Tabari (tadż. Таърихи Табарӣ).